# Bors (növénynemzetség)
A bors vagy borscserje (Piper) a borsvirágúak (Piperales) rendjének és a borsfélék (Piperaceae) családjának névadó nemzetsége. Legismertebb képviselője a fekete bors (Piper nigrum) fűszernövény.  Főként a trópusi és szubtrópusi régiókban honos, jellemzően kúszó vagy cserjeszerű növekedésű, amely apró, bogyós terméseiről ismert. Legismertebb képviselője a fekete bors (Piper nigrum) fűszernövény, amelyet széles körben használnak ízesítőként. Története az ókortól kezdve összefonódik a kereskedelemmel, különösen az Indiából induló fűszerutakkal. Gazdasági jelentősége ma is kiemelkedő, mint a világ egyik legfontosabb fűszernövénye, amelyet szárított bogyóinak őrleményeként és egészben is használnak a konyhaművészetben.
Számos más fűszernövényt nevezünk ilyen-olyan borsnak, mint például:
- szegfűbors;
- szecsuani bors;
- német bors;
- csomborbors;
- Cayenne-bors.

Ezek a közönséges borsnak nem rokonai, csak hasonló alakjuk vagy csípős ízük miatt kapták ezt a nevet.

## Fajok

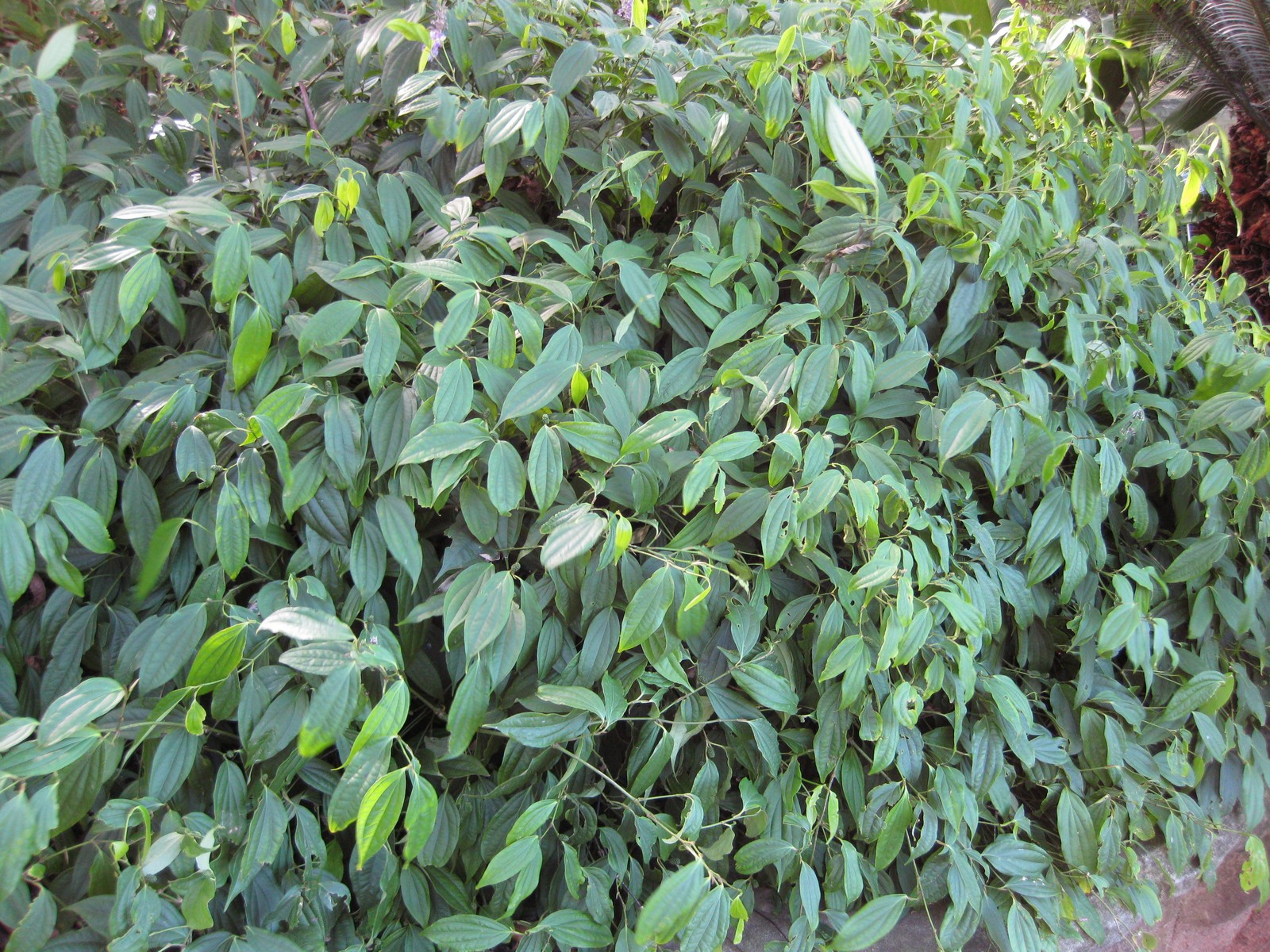
Piper curtipedunculum

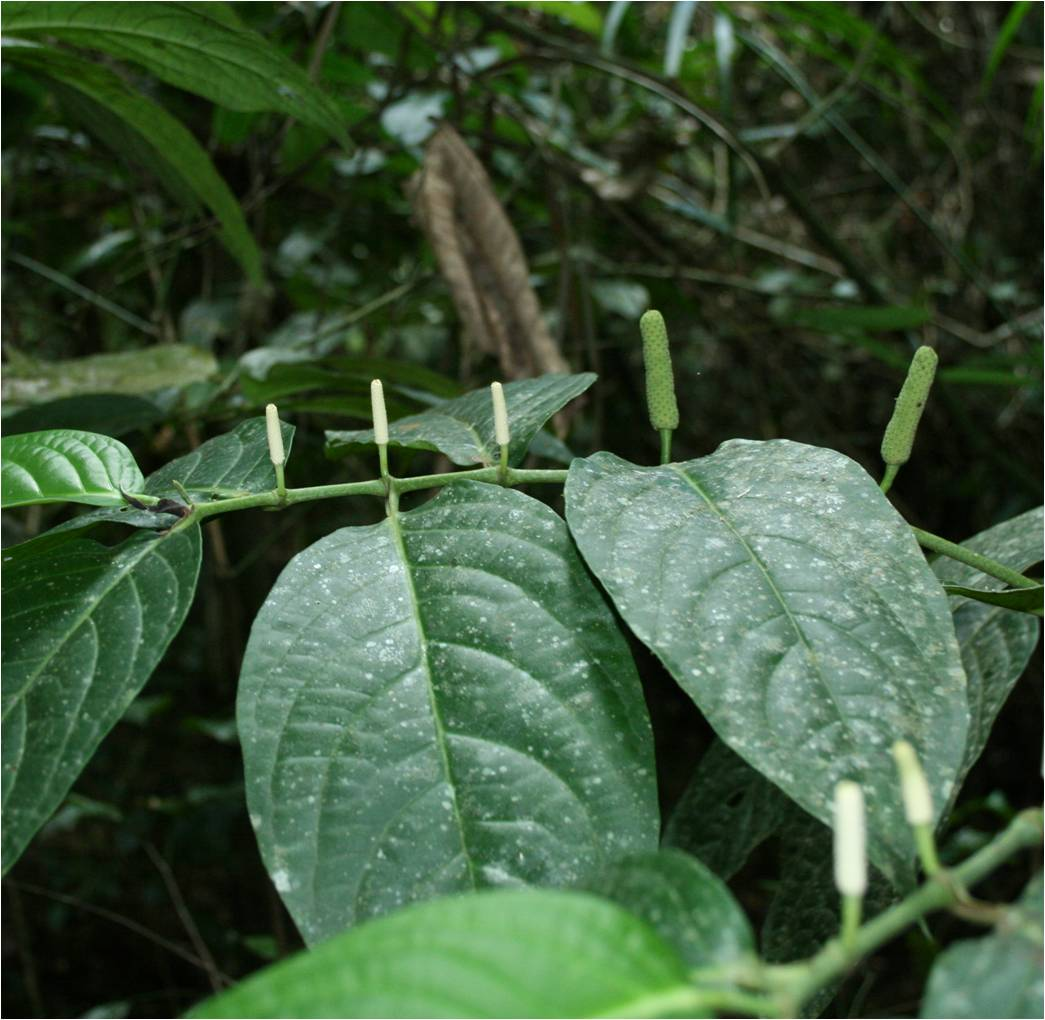
Piper dilatatum

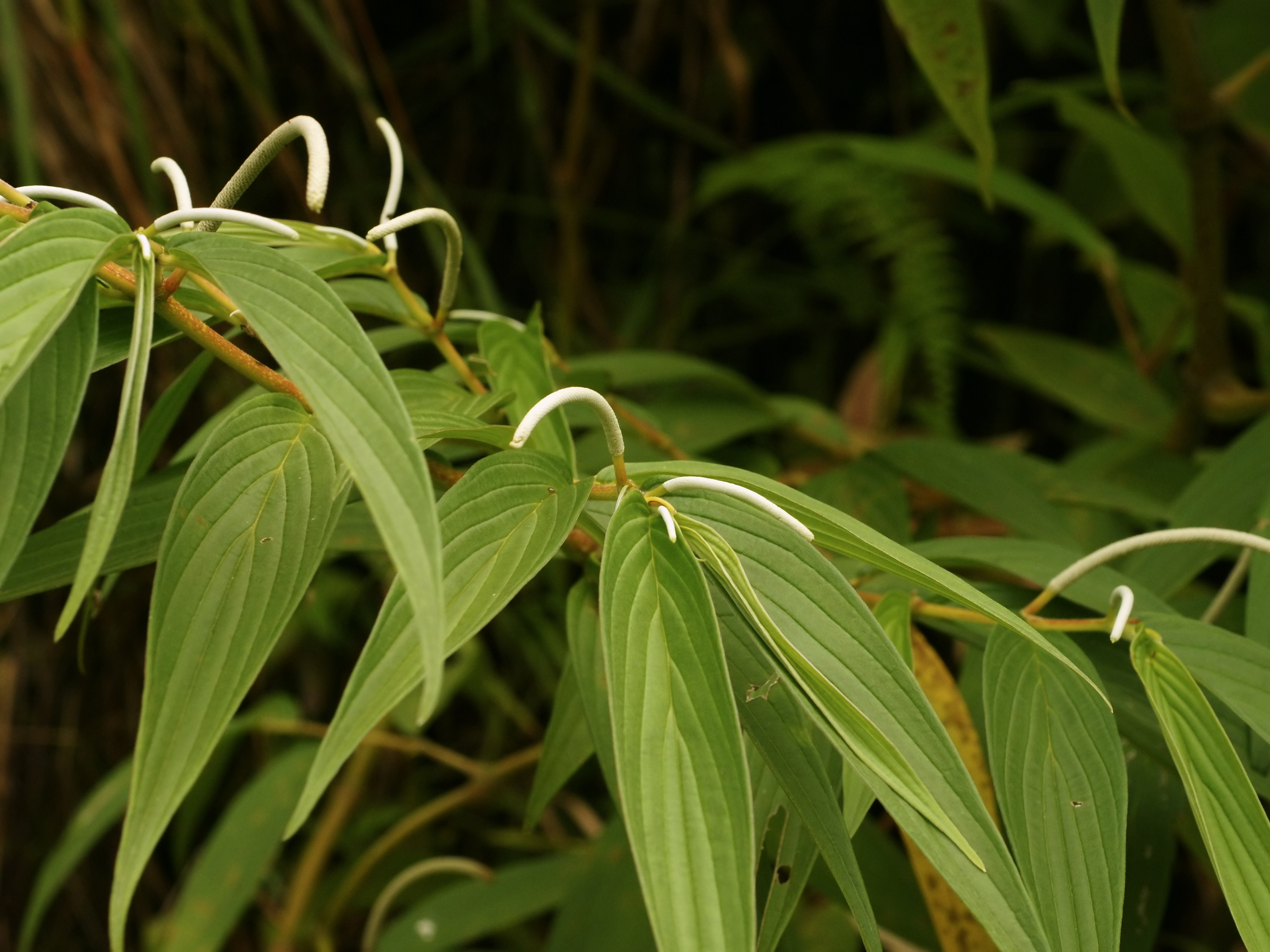
Piper friedrichsthalii

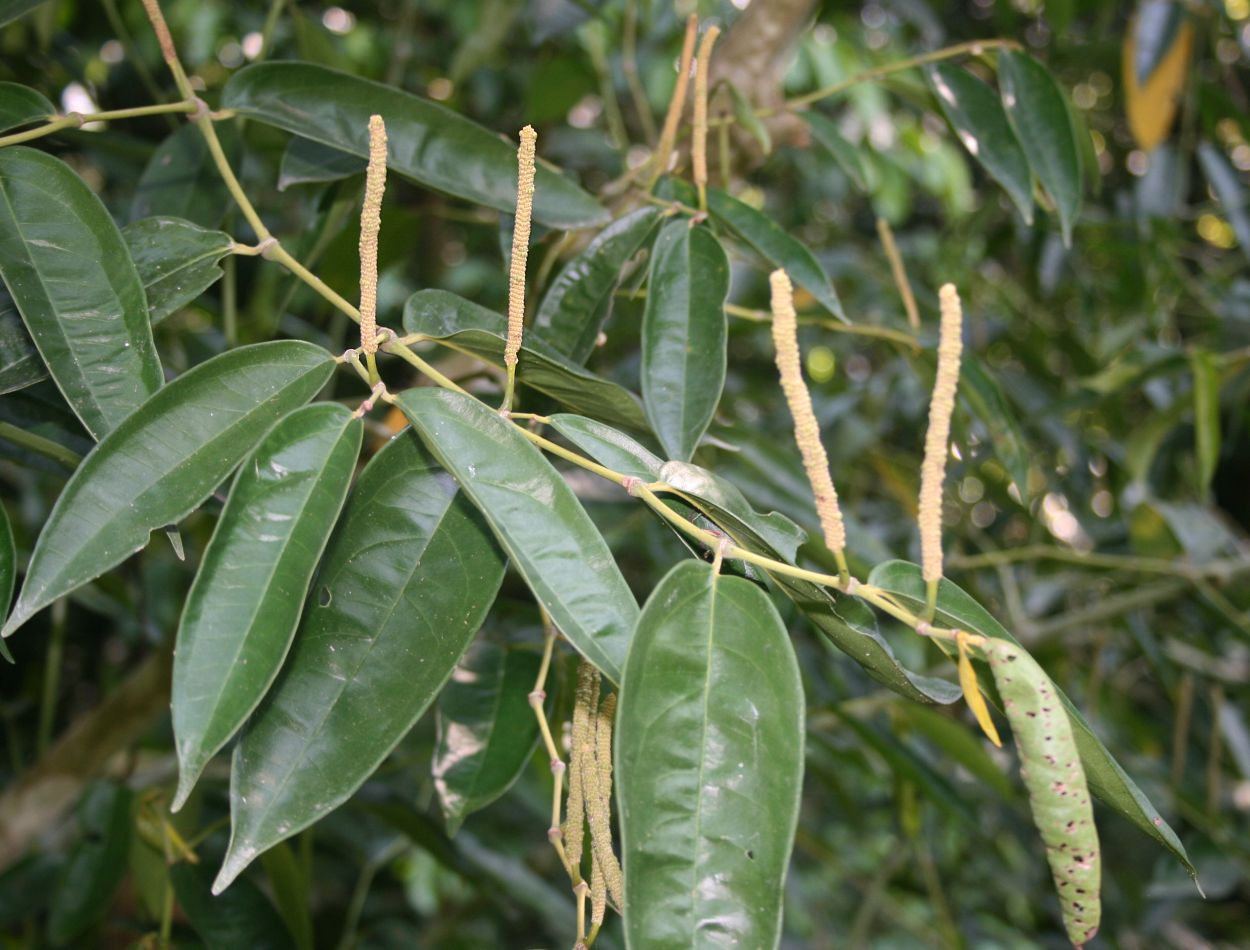
Piper guanacostense

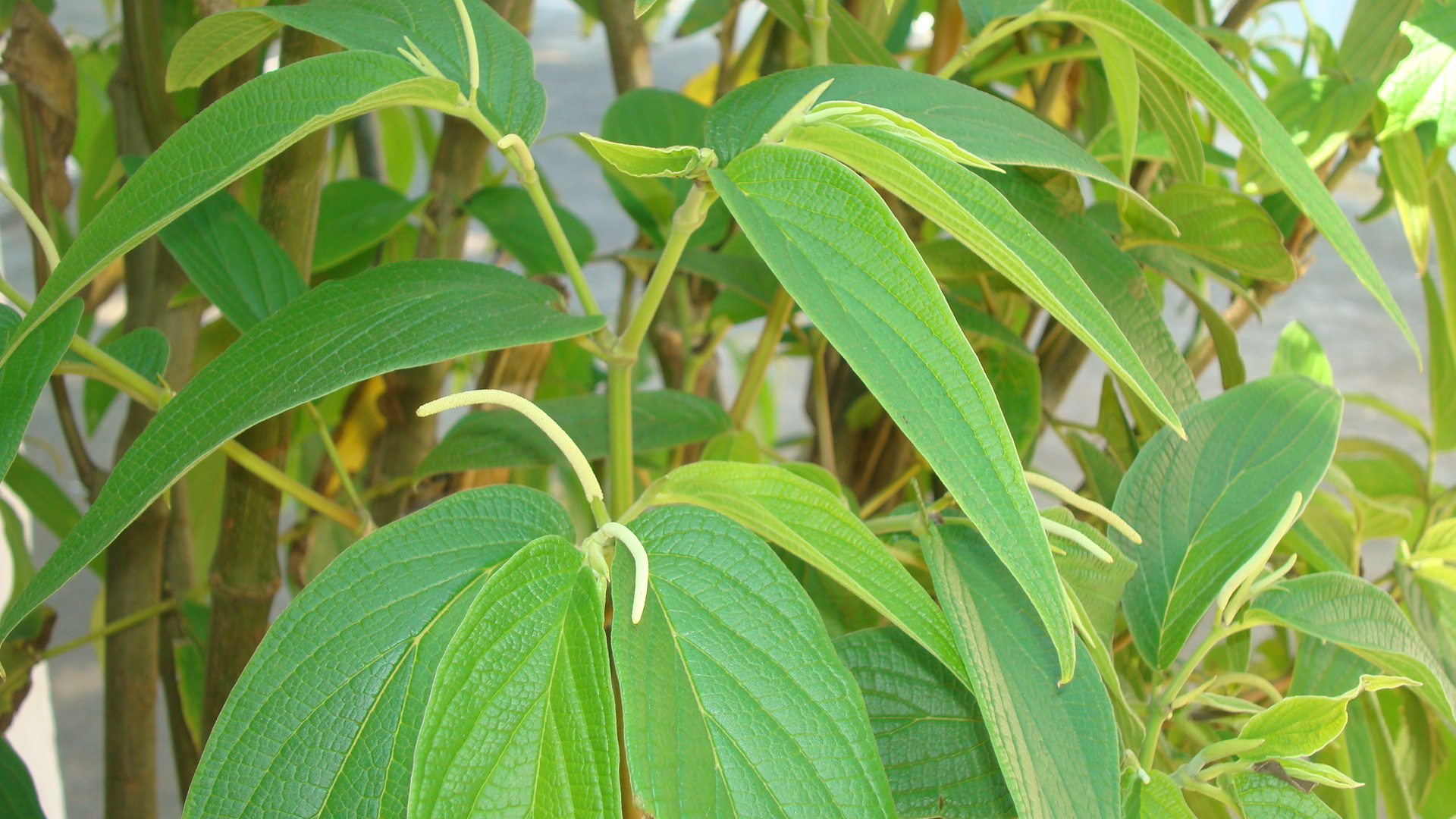
Piper rivioides

A nemzetségbe, a különböző rendszertanoktól függően, 1000–2000 fajt sorolnak. Az alábbi lista nem teljes.
- Piper achupallasense
- Piper aduncum
- Piper aequilaterum C.DC.
- Piper amalgo
- Piper angamarcanum
- Piper auritum
- Piper azuaiense
- Piper baezanum
- Piper baezense
- Piper begoniiforme
- Piper betle
- Piper borbonense C.DC.
- Piper borneense
- Piper brachipilum
- Piper brachystylum
- Piper bullatifolium
- Piper caldense C.DC.
- Piper campii
- Piper caninum
- Piper candollei
- Piper cenocladum
- Piper chaba
- Piper chimborazoense
- Piper chimonanthifolium Kunth
- Piper clathratum
- Piper claussenianum
- Piper coeloneurum
- Piper cordulatum
- Piper cubeba
- Piper curtipedunculum
- Piper cutucuense
- Piper darienense
- Piper decurrens
- Piper densiciliatum
- Piper diffundum
- Piper dilatatum
- Piper disparipilum
- Piper distigmatum
- Piper dodsonii
- Piper entradense
- Piper eriocladum
- Piper eustylum
- Piper fallenii
- Piper fimbriulatum
- Piper friedrichsthalii
- Piper gaudichaudianum Kunth
- Piper glabratum Kunth
- Piper grandifolium
- Piper gualeanum
- Piper guanacostense
- Piper guayasanum
- Piper guineense
- Piper hillianum C.DC.
- Piper hispidinervum
- Piper huigranum
- Piper hydrolapathum
- Piper hylebates
- Piper hylophilum
- Piper kadsura
- Piper imperiale
- Piper laevigatum
- Piper lhotzkyanum Kunth
- Piper lineatipilosum
- Piper lolot
- Piper longicaudatum
- Piper longum
- Piper lucigaudens
- Piper macrophyllum
- Piper magnificum
- Piper malacophyllum (C.Presl) C.DC.
- Piper manabinum
- Piper marginatum
- Piper mekongense
- Piper mendezense
- Piper mestonii
- Piper metallicum
- Piper methysticum
- Piper mexiae
- Piper molliusculum
- Piper mullesua
- Piper nanegalense
- Piper napo-pastazanum
- Piper nebuligaudens
- Piper nigrum L.
- Piper novae-hollandiae
- Piper ornatum
- Piper pachyphyllum
- Piper peltatum
- Piper permucronatum Yunck.
- Piper perstrigosum
- Piper platylobum
- Piper porphyrophyllum
- Piper poscitum
- Piper prietoi
- Piper productispicum
- Piper pseudofuligineum
- Piper pseudonigrum
- Piper pseudopothifolium C.DC.
- Piper puyoense
- Piper regale
- Piper retrofractum
- Piper richardiifolium Kunth
- Piper rivioides
- Piper rubronodosum
- Piper rubrovenosum
- Piper sagittifolium
- Piper saigonense
- Piper saloyanum
- Piper san-miguelense
- Piper sarmentosum
- Piper schuppii
- Piper seychellarum
- Piper skutchii
- Piper sodiroi
- Piper stipulosum
- Piper subaduncum
- Piper subnitidifolium
- Piper supernum
- Piper sylvaticum
- Piper tectonifolium Kunth
- Piper trachyphyllum
- Piper translucens Yunck.
- Piper triandrum F.Muell.
- Piper trioicum
- Piper truman-yunckeri
- Piper truncatum Vell.
- Piper umbellatum
- Piper unguiculatum
- Piper valladolidense
- Piper verrucosum
- Piper warakahoura
- Piper wibomii
- Piper wightii
- Piper zarumanum